# 倭隋
倭隋（?—?），日本古坟時代中期（5世纪上半叶）的人物。倭王珍（倭五王之一）的大臣。
中国史书《宋书·文帝紀》宋文帝元嘉十五年（438年）、《宋书·夷蛮传·倭国》与《南史·卷六十九·列传79·夷貊下·東夷传·倭国》都记载，倭王珍遣使向刘宋献贡，被任命为“安東将軍 倭国王”时，请求宋文帝将倭隋等十三人任命为平西、征虜、冠軍、輔国将軍，宋文帝下诏予以承认。因为平西将軍和安東将軍都是第三品，有学者认为倭隋与倭王珍地位相当，安東将軍、平西将軍二大巨頭下，再设征虜、冠軍、輔国将軍。高句麗王、百济王、倭王的「征東・鎮東・安東」将軍号是以中国为視点，而倭隋的「平西」将軍号是以倭国为視点的。